# Szeszek (Guillaume Apollinaire)
A Szeszek (Alcools) Guillaume Apollinaire francia avantgárd költő verseskötete, amely 1898-1913 között írt verseinek válogatása. A könyv a Mercure de France kiadónál jelent meg 567 számozott példányban 1913-ban 206 oldalon, 11,5 x 18,5 cm méretben. (A kiadás hivatalos dátuma 1913. április 20.)
A 15 év verseit tartalmazó kötet az irodalmi modernizmus egyik alapművévé vált. A könyv első versét, az Égövet (Zone) az irodalomtudós Martin Sorrell „a korai modernizmus kiemelkedő költeményének” nevezte. Gondosan megkonstruált, megérlelt kötet: a modern világlíra egyik legjelentősebb alkotása.
A Le Monde című francia napilap közvélemény-kutatása alapján készített, az évszázad 100 legemlékezetesebb könyvének listáján a 17. helyen szerepel.
Egyes irodalomtörténészek a kötet megjelenésétől számítják a modern költészet kezdetét.
A verseken a kubizmus hatása érződik erősen, de stílusuk és témájuk változatos. Közülük néhányat később népszerű dalok szövegeként dolgoztak fel.

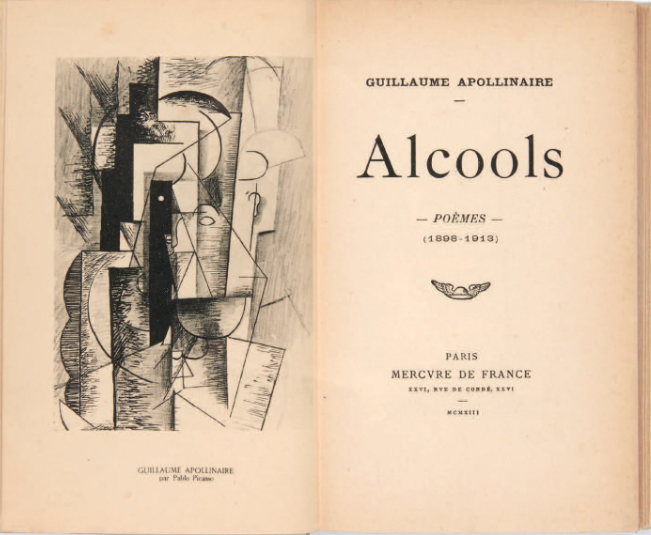
Az Alcools címlapja. Bal oldalon Picasso kubista portréja Apollinaire-ről

A kötet első kiadása a címlappal szemben Apollinaire kubista arcképével jelent meg, amely barátja, Picasso metszete.

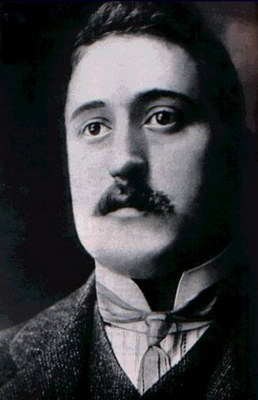
Apollinaire körülbelül a Szeszek kiadása idején (1914 előtt)

A versek többértelműségét fokozza a központozás teljes elhagyása. A XIX. században Mallarmé kisérletezett ezzel a megoldással, de először Apollinaire alkalmazza következetesen a Szeszekben.
Magyar kiadásai Radnóti Miklós, Vas István, Illyés Gyula, Rónay György, Kálnoky László, Mészöly Dezső, Somlyó György és Eörsi István fordításait tartalmazza.

## Fogadtatása
A költő kiterjedt baráti köre és az avantgárd művészetek közönsége lelkesen fogadta a kötetet. A konzervatív kritika azonban hevesen kirohant ellene. Ami abból a szempontból sem érthető teljesen, mivel a kötet versei nem tűnnek annyira forradalmiaknak, mint ahogy a korabeli festők, például Picasso ebben az időszakban született festményei és grafikái első pillantásra is annak tűnnek. (Az irodalmi kubizmus csupán az egyidejű teljes ábrázolás bizonytalan szándékában érhető tetten.)
Higgadtabb kritikusai is szemére vetették tarkaságát. Georges Duhamel azt írta róla, hogy olyan, mint „egy ószeres boltja”. A költőnek származását firtató sovén támadásokkal és értetlenkedő elutasítással kellett szembesülnie. Néhány kritikusa még évekkel később is kész tényként hánytorgatta fel a Louvre műkincsrablás ügyben betöltött szerepét, holott a költőt rövid idő alatt tisztázták a vádak alól.
Később eröltetettnek tűnő plágiumvádak is felmerültek az Égöv és Blaise Cendrars Húsvét New Yorkban című versével illetve az írásjelek elhagyásának ötletével kapcsolatosan.

## A kötet címének eredete
Apollinaire leveleiből és barátainak visszaemlékezéseiből ismert, hogy a költő már 1904 óta készült egy válogatás kötete kiadására. Eredetileg a Rajnai szél (Le Vent du Rhin) címet szánta a könyvnek, és egy újság ezzel a címmel hirdette 1905-ben. Életének újabb fordulatai, viszonya Marie Laurencinnel eredményezték, hogy további jelentős versei születtek, így a kötet anyaga gyorsan bővült és jellege is megváltozott. A Rajna-vidéki versek már csak a kötetben fellelhető versciklusok egyike lett, így a költő megfelelőbb címet keresett könyvének.
Az irodalomtörténet ezt a kötet első, Égöv (Zone) című verse soraiból eredezteti:
„Et tu bois cet alcool brûlant comme ta vie
Ta vie que tu bois comme une eau-de-vie”
„És úgy iszod akár az életed e lángoló szeszet te
Akár a pálinkát iszod az életed te”
Eleinte ennek nyomán az Élet vizei (Eaux de vie) lett volna a címe, amely egyébként a francia köznyelvben eufémisztikus kifejezés a különféle gyümölcspárlatokra, pálinkákra is. Majd ezt követően a kevésbé szimbolista jellegű Alcools lett a végleges cím, amely a magyar fordításban lett Szeszek, s amely így az élet szépségei és nehézségei keltette mámort, eufóriát fejezi ki.

## A versek keletkezése
A címlapon olvasható szöveg szerint a könyv Apollinaire 1898-1913 között írt verseinek válogatása. A versek vagy korábbi változataik többnyire megjelentek már főleg a Le Festin d'Ésope, a Vers et prose és tíz a Les Soirées de Paris számaiban. Túlnyomó többségük csupán az írásjelek elhagyásában különbözik a korábban megjelent változattól, néhánynál kisebb-nagyobb különbségek fedezhetők fel, néhányat viszont Apollinaire kifejezetten ehhez a kötethez írt.
A kötet az eredeti, 1904 körüli tervek szerint csak a Rajnai verseket tartalmazta volna. Ennek a kilenc versnek a keltezése a könyvben 1901 szeptember – 1902 május.
A pontos keltezést az is nehezíti, hogy pl. a Búcsú első változata A kulcs című verse (1902 vége) öt során alapul. A kötetbe került közismert változatot pedig kifejezetten erre az alkalomra írta 1912-ben. Ám az sem teljesen zárható ki ebben az esetben sem, hogy a Búcsú közismert szövegű változata is 1903-as és így eredeti keltezése minden szempontból helyes. A hölgy című versének előképe, A visszatérés a Búcsú első változatával jelent meg.
Mivel Apollinaire özvegye nem engedélyezte a hagyaték tanulmányozását, és a költő baráti köréből olyan téves adatok származtak, például miszerint a költő sosem járt Németországban, így a kötetet eleinte olyan műnek tartották, amely legfeljebb nyomokban tartalmaz valós életrajzi vonatkozásokat.
A kutatók a költő halálát követő évtizedekben már inkább arra az álláspontra jutottak, hogy a kötet többségében saját élmények feldolgozása kevés képzeletbeli vagy megváltoztatott tartalommal. (Például Annie Playden valóban az Egyesült Államokba emigrált, de Kaliforniában élt nem Texasban mint ahogy a költő képzelte.)

## A kötet versei
A versek a kötetekben nem számozottak (kivéve a Santé versek), a francia eredetiben pedig nem is egyértelmű, ugyanis egyes versekben alcímek is szerepelnek. A versciklusokhoz tartozó versek is máig viták tárgya. A kilenc Rajnai vers külön cikluscímet is kapott. Ez a címzés a magyar fordításokból kimaradt.
1909-ben vett tervbe egy költői szvittet, amelyben az egyes versek a köztársasági naptár hónapjairól szóltak volna, és a L’Année républicaine (A köztársasági év) címet szánta neki, de ebből csak az első, a Vendémiaire című költemény címét tartotta meg, a második Brumaire című vers később a Cortège (Menet) címmel került be a kötetbe. Feltehetően több nem is született.
Versciklusok:
- Rajnai versek (Rhenanes) - A Rajnai éjtől Az asszonynépig németországi utazásának emlékei. 1901 szeptember – 1902 május. Néhányan ide sorolják a Kikericseket is.

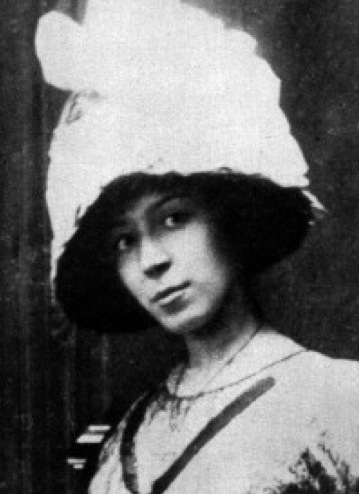
Marie Laurencin 1912-ben.

- Annie versek – Annie Playdenhez fűződő romantikus kapcsolatát idézi
- Marie versek – Marie Laurencin festőnővel való viharos szerelmével és szakításukkal kapcsolatos versek
- Santé versek – A magány hat verse Börtönben (A la Santé) címmel.[3]

A versek többségéhez pár szavas ajánlás tartozik megnevezve a költő barátait.
A forma és stílus változása szerint:
- 1898-1904 között született verseinek a markáns romantikus stílus a jellegzetessége
- 1905-1909 közötti művein a forma és stíluskeresés jelei szembetűnőek
- 1910-es évek elejének alkotásaira a realizmus felé fordulás jellemző

Más rendszerezés szerint:
- Korai szimbolista hangulatversek
- Rajnai versek
- Kubista-szimultanista versek

## Kiadások
Az első 1913. április 20-i kiadás után néhány éven belül több kiadás készült a Gallimard kiadónál, de ezekben már nem szerepelt Picasso rézkarca. 
Máig számtalan kiadása látott napvilágot Franciaországban és világszerte.

## Magyar kiadások
A kötet verseinek fordítása időben eléggé elhúzódott. Az egyes versek fordításai eleinte irodalmi folyóiratokban jelentek meg az 1930-as évektől. Az első 1940-ben megjelent magyar Apollinaire kötetben a Szeszek 50 verséből csupán 11 vers szerepelt Vas István és Radnóti Miklós fordításában.
Később Vas, Radnóti és Rónay György mellé más jelentős költők is csatlakoztak. Így 1958-ra Gera György szerkesztésében kiadott válogatás kötetben már a Szeszek csaknem összes versének volt megfelelő színvonalú magyar fordítása, az 1967-es Apollinaire válogatott művei című kötetből pedig már csak az egysoros Kántor hiányzott.
Az 1980-as Guillaume Apollinaire versei című kötetből a Kántor kívül A remete című vers is kimaradt.
Kifejezetten az eredeti Szeszek címmel viszont csak 1995-ben adtak ki kötetet, viszont ebből érdekes módon a Kántoron kívül további hat vers, A halottak háza, a Máriácska, A remete, A tűzkosár, Rajnai fenyők és Az eljegyzés is hiányzik.
- Guillaume Apollinaire: Válogatott versek, Magvető Könyvkiadó, Budapest, 1958, szerkesztette: Gera György
- Apollinaire válogatott művei, Európa Könyvkiadó, Budapest, 1967, szerkesztette: Réz Pál, Pór Judit; 1973
- Guillaume Apollinaire versei, Európa Könyvkiadó Lyra Mundi sorozat, Budapest, 1980, szerkesztette: Réz Pál, ISBN 963-07-1890-1; 1991, 1993
- Szeszek, Interpopulart, Szentendre, 1995, ISBN 963-613-102-3

## A Kántor című vers
A Chantre (’Kántor’) című egysoros verse a magyar kiadásokból eddig rendre kimaradt. Nyilván nehéz visszaadni a költői szándékot ha az ismeretlen. Ha a költő csak a szavak, a mondat hangulata miatt vette be a kötetbe, akkor a nehézséget az okozza, hogy a hangszer, a tromba marina neve magyarul nem olyan költői, mint a francia (szó szerint jelentése magyarul: tengeri trombita).
Chantre
Et l’unique cordeau des trompettes marines
Magyarul (jelentésközeli nyersfordítás):
Kántor
És a tromba marinák egyetlen vonala

## A versek
| #   | Alcools (1913)                     | Írta             | Első megj.    | Szeszek (1967)                                                   | Fordító                                                             | Más fordítás               |
| --- | ---------------------------------- | ---------------- | ------------- | ---------------------------------------------------------------- | ------------------------------------------------------------------- | -------------------------- |
| 1.  | Zone                               | 1912             | Alcools       | Égöv                                                             | Radnóti Miklós                                                      | Rónay György               |
| 2.  | Le Pont Mirabeau                   | 1912             | 1912          | A Mirabeau-híd                                                   | Eörsi István, Illyés Gyula, Mészöly Dezső, Rónay György, Vas István | Lásd részletesen:          |
| 3.  | La Chanson du mal-aimé             | 1912             |               | A megcsalt szerető éneke                                         | Vas István                                                          |                            |
| 4.  | Les Colchiques                     | 1902             | 1907 november | Kikericsek                                                       | Radnóti Miklós                                                      | Rónay György Koosán Ildikó |
| 5.  | Palais                             |                  |               | Palota                                                           | Kálnoky László                                                      |                            |
| 6.  | Chantre                            |                  |               | Kántor                                                           | nyersfordítás                                                       |                            |
| 7.  | Crépuscule                         |                  |               | Alkony                                                           | Rónay György                                                        |                            |
| 8.  | Annie                              |                  |               | Annie                                                            | Kálnoky László                                                      |                            |
| 9.  | La Maison des morts                |                  |               | A halottak háza                                                  | Vas István                                                          |                            |
| 10. | Clotilde                           |                  |               | Clotilde                                                         | Vas István                                                          | Rónay György               |
| 11. | Cortège                            |                  |               | Menet                                                            | Vas István                                                          |                            |
| 12. | Marizibill                         |                  |               | Marizibill                                                       | Vas István                                                          |                            |
| 13. | Le Voyageur                        |                  |               | Az utas                                                          | Radnóti Miklós                                                      |                            |
| 14. | Marie                              |                  |               | Máriácska                                                        | Vas István                                                          |                            |
| 15. | La Blanche Neige                   |                  |               | A fehér hó                                                       | Rónay György                                                        |                            |
| 16. | Poème lu au mariage d’André Salmon | 1909. július 13. |               | Az André Salmon esküvőjén felolvasott költemény 1909. július 13. | Kálnoky László                                                      |                            |
| 17. | L’Adieu                            | 1903 vagy 1912   | 1913          | Búcsú                                                            | Vas István                                                          | Lásd részletesen:          |
| 18. | Salomé                             |                  |               | Szalómé                                                          | Kálnoky László                                                      |                            |
| 19. | La Porte                           |                  |               | A kapu                                                           | Rónay György                                                        |                            |
| 20. | Merlin et la Vieille Femme         |                  |               | Merlin és a vénasszony                                           | Kálnoky László                                                      |                            |
| 21. | Saltimbanques                      |                  |               | Kötéltáncosok                                                    | Radnóti Miklós                                                      | Rónay György               |
| 22. | Le Larron                          |                  |               | A lator                                                          | Vas István                                                          |                            |
| 23. | Le Vent nocturne                   |                  |               | Az éji szél                                                      | Radnóti Miklós                                                      |                            |
| 24. | Lul de Faltenin                    |                  |               | Lul de Faltenin                                                  | Rónay György                                                        |                            |
| 25. | La Tzigane                         |                  |               | A cigánylány                                                     | Vas István                                                          |                            |
| 26. | L’Ermite                           |                  |               | A remete                                                         | Vas István                                                          |                            |
| 27. | Automne                            |                  |               | Ősz                                                              | Vas István                                                          | Rónay György               |
| 28. | L’Émigrant de Landor Road          |                  |               | A Landor road-i kivándorló                                       | Somlyó György                                                       |                            |
| 29. | Rosemonde                          |                  |               | Virág                                                            | Rónay György                                                        |                            |
| 30. | Le Brasier                         |                  |               | A tűzkosár                                                       | Vas István                                                          |                            |
| 31. | Nuit rhénane                       | 1901–1902        |               | Rajnai éj                                                        | Rónay György                                                        |                            |
| 32. | Mai                                | 1901–1902        |               | Május                                                            | Rónay György                                                        |                            |
| 33. | La Synagogue                       | 1901–1902        |               | A zsinagóga                                                      | Rónay György                                                        |                            |
| 34. | Les Cloches                        | 1901–1902        |               | A harangok                                                       | Vas István                                                          |                            |
| 35. | La Loreley                         | 1901–1902        |               | Loreley                                                          | Vas István                                                          |                            |
| 36. | Schinderhannes                     | 1901–1902        |               | Schinderhannes                                                   | Rónay György                                                        |                            |
| 37. | Rhénane d’automne                  | 1901–1902        |               | Rajnai ősz                                                       | Rónay György                                                        |                            |
| 38. | Les Sapins                         | 1901–1902        |               | Rajnai fenyők                                                    | Rónay György                                                        |                            |
| 39. | Les Femmes                         | 1901–1902        |               | Az asszonynép                                                    | Rónay György                                                        |                            |
| 40. | Signe                              |                  |               | Jel                                                              | Vas István                                                          | Koosán Ildikó Rédey Tamás  |
| 41. | Un Soir                            |                  |               | Egy este                                                         | Rónay György                                                        |                            |
| 42. | La Dame                            | 1903             |               | A hölgy                                                          | Kálnoky László                                                      |                            |
| 43. | Les Fiançailles                    |                  |               | Az eljegyzés                                                     | Vas István                                                          | Hap Béla (részlet)         |
| 44. | Clair de lune                      |                  |               | Holdvilág                                                        | Rónay György                                                        |                            |
| 45. | 1909                               |                  |               | 1909                                                             | Vas István                                                          |                            |
| 46. | A la Santé                         | 1911. szeptember |               | Börtönben                                                        | Rónay György                                                        | Hap Béla (VI.)             |
| 47. | Automne malade                     |                  |               | Nagybeteg ősz                                                    | Somlyó György                                                       |                            |
| 48. | Hôtels                             |                  |               | Szállodák                                                        | Kálnoky László                                                      | Baranyi Ferenc             |
| 49. | Cors de chasse                     |                  |               | Vadászkürt                                                       | Rónay György                                                        |                            |
| 50. | Vendémiaire                        |                  |               | Vendémiaire                                                      | Vas István                                                          |                            |

## Hangfelvétel
1913. december 24-én Apollinaire Az utas, A Mirabeau-híd és a Marie című versét fonográfra mondta az Archives de la Parole számára. Az eredeti felvételt a Francia Nemzeti Könyvtár Gallica részlegében őrzik és tették hozzáférhetővé.

## Feldolgozások
A belga Vive la fête szintipop csoport 2009-es Disque d'or albumának Petit colibri című nyitószámához felhasználták az Égöv részleteit.
Léo Ferré francia művész számos dalt komponált és adott elő a versgyűjteményből, köztük a Le pont Mirabeau, L'Adieu, Marizibill, Marie és a Les Cloches című versekből.
Francis Poulenc a Szállodák (Hôtels) és A fehér hó (La Blanche Neige) című verseket zenésítette meg.
A Mirabeau-híd feldolgozásai:
- A Mirabeau-hídat több művész is  megzenésítette. Ezek közül a Léo Ferré által írt és előadott változat vitathatatlanul a legismertebb, amelyet később többen is előadtak, mint például Yvette Giraud, Cora Vaucaire, Anne Sofie von Otter, továbbá Serge Reggiani, Marc Lavoine és a Pow Wow francia együttes.
- Antoine Aureche (Valfeu) gitáros is megzenésítette, amely Desireless 2015-ös Guillaume című albumán jelent meg.
- A Mirabeau-híd színpadon egy zenés mesében is szerepelt, amelynek ősbemutatója 2016. november 4. volt a belgiumi Stavelot apátság Apollinaire múzeumában.
- A versnek több kórusváltozata is létezik; az egyiket Lionel Daunais quebeci énekes és dalszerző írta, egy másikat angolul a The Pogues együttes adott elő.
- A Le Pont Mirabeau megjelent a francia Têtes raides együttes 2013-as Corps de mots című albumának záró számaként (Jonathan Bauer).
- A magyar előadók közül Muraközy László a francia eredetit, Resti Kornél Mészöly Dezső fordítását dolgozta fel.

A Búcsú feldolgozásai:
- 1916-1917-ben Arthur Honegger zenésítette meg (öt másik Apollinaire-verssel együtt)[19]
- Egy szerelem három éjszakája, musical, bemutató: budapesti Petőfi Színház, 1961. január 12., rendezte: Szinetár Miklós, dalszöveg: Vas István

a belőle készült film:
Egy szerelem három éjszakája, 96 perc, 1967, rendezte: Révész György
- Léo Ferré – L'Adieu
- Búcsú, Pintér Tibor filmje, 9:05, 2009

Magyar irodalmi feldolgozások:
- Halász Imre: A Gubacsi-Mirabeau hídon, Mintha a világ, ötven év verseiből, Csepeli Alkotók-Csepeli művek, Csepel, 2006 ISBN 963-061-617-3
- Mészáros István: Cenzúra a Mirabeau-hídon; Versváz in Új hölgyfutár 990/3. október-november-december ROBOT/MAMŰVÉSZETI MAGAZIN/II. ÉVFOLYAM 3. SZÁM

## Képzőművészet
- Louis Marcoussis: Eaux-fortes pour les Alcools de Guillaume Apollinaire, 1934, Rézkarc papírra.

Festészet:
A festészetben kérdéses, hogy a témaválasztást mennyiben befolyásolta Apollinaire verse.

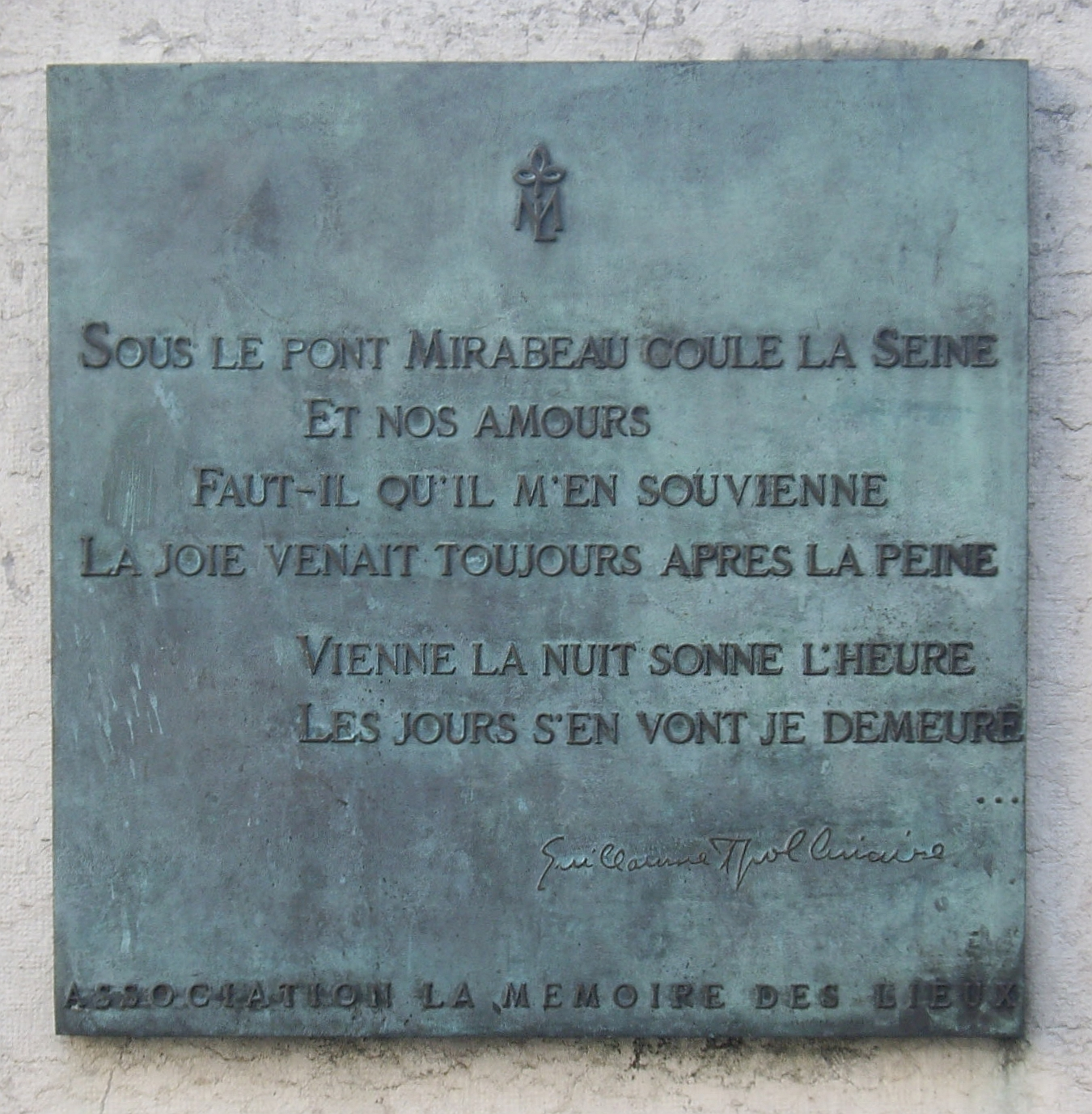
A párizsi Mirabeau-hídon elhelyezett emléktábla a vers első versszakával.

- André Juillard: Az Eiffel-torony a Mirabeau-híd felől[20]
- Monan Fontina: A Mirabeau-híd, 2012
- Patricia Palenzuela Kroockmann: A Mirabeau-híd